# Octobre 1963

## Événements
- France : L'Express annonce la candidature de « Monsieur X » (Gaston Defferre) à l'élection présidentielle.
- 3 octobre : coup d’État militaire au Honduras. Dictature du général Oswaldo López Arellano (fin en 1971).
- 6 octobre (Formule 1) : Grand Prix automobile des États-Unis.
- 8 octobre : élection générale néo-écossaise.
- 9 octobre : catastrophe du barrage de Vajont en Italie.
- 15 octobre : 
  - Petite guerre des sables. Tandis que des incidents se multiplient à la frontière algéro-marocaine, Ahmed Ben Bella appelle à la mobilisation générale.
  - Démission du chancelier Konrad Adenauer, âgé de 88 ans. Ludwig Erhard devient chancelier fédéral en Allemagne.
  - France : un décret ramène à 16 mois la durée du service militaire.

- 19 octobre : démission de Harold Macmillan, premier ministre du Royaume-Uni.

- 20 octobre : coup d’État du colonel Soglo au Dahomey.

## Naissances
- 3 octobre :
  - André Robitaille, acteur québécois.
  - Lucio Sandín, matador espagnol.
- 5 octobre : Sophie Favier, animatrice de télévision française.
- 7 octobre : Mahamudu Bawumia, homme politique ghanéen.
- 10 octobre : Hülya Avşar, chanteuse et actrice turque.
- 11 octobre : Fernando Villavicencio, journaliste et homme politique équatorien († 9 août 2023).
- 12 octobre : Donna Williams, écrivaine australienne († 22 avril 2017).
- 14 octobre : Frédéric Lefebvre, homme politique et chef d'entreprise français.
- 15 octobre : Francisco Casavella (pseudonyme de Francisco García Hortelano), écrivain espagnol, lauréat du prix Nadal 2008.
- 16 octobre : Élie Semoun, humoriste français.
- 18 octobre : Brian David Mitchell, criminel américain.
- 28 octobre : 
  - Isabelle Giordano, journaliste, animatrice de télévision et de radio française.
  - Eros Ramazzotti, chanteur italien.
  - Philippe Robinet, éditeur.
  - Lauren Holly, actrice américaine.
- 29 octobre : Christophe Alévêque, humoriste et chroniqueur français.
- 31 octobre : Johnny Marr, guitariste britannique, ancien membre des Smiths.

## Décès
- 11 octobre :
  - Édith Piaf, chanteuse française (° 19 décembre 1915).
  - Jean Cocteau, écrivain, cinéaste et dessinateur français (° 5 juillet 1889).
- 28 octobre : Émile Bulcke, peintre et sculpteur belge (° 20 mars 1875).